# Tambourissa elliptica
Tambourissa elliptica är en tvåhjärtbladig växtart. Tambourissa elliptica ingår i släktet Tambourissa och familjen Monimiaceae.

## Underarter
Arten delas in i följande underarter:
- T. e. elliptica
- T. e. micrantha